# Парамаунт-плаза
Парамаунт-плаза (англ. Paramount Plaza) — 48-этажный небоскрёб на Бродвее, в котором находятся два театра. В октябре 2006 года небоскреб занял 46-е место в списке самых высоких зданий Нью-Йорка.

## История
Здание, разработанное по проекту компании Эмери Рос и Сыновья, было построено в 1970 году на месте Театра Капитоль компанией «Арис-бразерс», которая в те годы называла себя крупнейшим частным застройщиком в Нью-Йорке.
Башня высотой 204 метра, занимающая большую часть квартала на западе от Бродвея между Западной 51-й и 50-й улицами, имеет общую площадь 208 200 кв. м.
Первоначально башня называлась «Арис-билдинг» в честь разработчиков, а дочерний театр (позже переименованный в Театр Гершвина) являлся одним из самых больших на Бродвее. Также в здании существовал театр меньшего размера.
«Арис-бразерс» продали здание корпорации «Кинни», которая с 30 % свободных площадей привела его к банкротству, прежде чем оно оказалось в руках «Парамаунт-инвестмент-груп».
«Парамаунт» переименовала здание. Частично здесь были сняты фильмы «Король комедии» и «Немое кино». Театр «Арис» был переименован в «Гершвин». Южный из двух комплексов на Бродвее имеет тренажёрный зал и вход на станцию метро 50-я улица. В северном комплексе находился тематический ресторан Марс 2112.
На крыше здания со всех четырех сторон было прикреплено название немецкой финансовой компании Allianz.

## Арендаторы
По состоянию на 31 октября 2019 года здание было сдано в аренду на 98,4%. В число арендаторов входят следующие компании:
- Bleacher Report
- Warner Music Group
- Showtime Networks
- Industrial and Commercial Bank of China
- Kasowitz Benson Torres
- Gannett Company
- Morgan Stanley
- MongoDB
- Charter Communications
- Allianz
- New Mountain Capital